# تیم ملی بسکتبال جزایر ماریانای شمالی
تیم ملی بسکتبال جزایر ماریانای شمالی نماینده جزایر ماریانای شمالی در مسابقات بین المللی بسکتبال است